# Morti nel 2009/Febbraio
| Questa pagina contiene informazioni ricavate automaticamente dalle voci biografiche con l'ausilio del template Bio e di un bot. L'aggiornamento è periodico e automatico e ricostruisce completamente la pagina. Se manca una persona in questa lista, sei pregato di non aggiungerla, ma accertati piuttosto che la sua voce biografica contenga il template Bio e che i dati anagrafici siano correttamente compilati. Se il template Bio manca, inseriscilo tu stesso o, in alternativa, metti l'avviso {{tmp\|Bio}} che ne segnala la mancanza. Se i dati riportati sono sbagliati, correggi direttamente la voce biografica; le modifiche saranno visibili in questa lista entro pochi giorni. Per chiarimenti vedi il progetto biografie. La lista contiene solo le 133 persone che sono citate nell'enciclopedia e per le quali è stato implementato correttamente il template Bio. Pagina aggiornata al 18 mag 2025. |

- 1º febbraio - Umberto Borghi, baritono italiano (n. 1929)
- 1º febbraio - Lukas Foss, compositore, pianista e direttore d'orchestra statunitense (n. 1922)
- 1º febbraio - Orsolina Montevecchi, papirologa italiana (n. 1911)
- 1º febbraio - Michael Tor, attore, doppiatore e baritono statunitense (n. 1917)
- 2 febbraio - Paul Birch, calciatore inglese (n. 1962)
- 2 febbraio - Ralph Kaplowitz, cestista statunitense (n. 1919)
- 2 febbraio - Jean Martin, attore francese (n. 1922)
- 2 febbraio - Negahban, archeologo iraniano (n. 1921)
- 2 febbraio - Gennaro Olivieri, personaggio televisivo e arbitro di hockey su ghiaccio svizzero (n. 1922)
- 2 febbraio - Louis Proost, ciclista su strada belga (n. 1935)
- 3 febbraio - Adilson de Freitas Nascimento, cestista brasiliano (n. 1951)
- 3 febbraio - Manlio Cortelazzo, linguista italiano (n. 1918)
- 3 febbraio - Carlo Lajolo, scrittore e partigiano italiano (n. 1922)
- 3 febbraio - Roland Lesaffre, attore francese (n. 1927)
- 3 febbraio - Mike Maloy, cestista e allenatore di pallacanestro statunitense (n. 1949)
- 3 febbraio - Giorgio Adamo Muzzati, militare e scrittore italiano (n. 1931)
- 3 febbraio - Max Neuhaus, musicista e percussionista statunitense (n. 1939)
- 3 febbraio - Alfredo Signori, pittore italiano (n. 1913)
- 3 febbraio - Vladimer Ugrekhelidze, cestista sovietico (n. 1939)
- 4 febbraio - Cipriano Calderón Polo, vescovo cattolico spagnolo (n. 1927)
- 4 febbraio - Josef Smolík, teologo ceco (n. 1922)
- 5 febbraio - Sigurd Andersson, fondista svedese (n. 1926)
- 5 febbraio - Franco Andreoli, calciatore e allenatore di calcio svizzero (n. 1915)
- 5 febbraio - Alfredo Baldani Guerra, politico italiano (n. 1926)
- 5 febbraio - Albert Barillé, produttore televisivo, autore televisivo e sceneggiatore francese (n. 1920)
- 5 febbraio - Anne-Marie Blanc, attrice svizzera (n. 1919)
- 5 febbraio - Giampaolo Dossena, giornalista e scrittore italiano (n. 1930)
- 5 febbraio - Ricardo Paseyro, scrittore, poeta e diplomatico uruguaiano (n. 1925)
- 5 febbraio - Ennio Pistoi, partigiano e antifascista italiano (n. 1920)
- 5 febbraio - Dana Vávrová, attrice e regista ceca (n. 1967)
- 6 febbraio - Chink Alterman, cestista statunitense (n. 1922)
- 6 febbraio - Philip Carey, attore statunitense (n. 1925)
- 6 febbraio - Johannes Cladders, critico d'arte tedesco (n. 1924)
- 6 febbraio - Federica Galli, artista italiana (n. 1932)
- 6 febbraio - Erminio Maffioletti, pittore e scultore italiano (n. 1913)
- 6 febbraio - Raimo Manninen, sciatore alpino e allenatore di sci alpino finlandese (n. 1940)
- 6 febbraio - Pierre Molinéris, ciclista su strada e dirigente sportivo francese (n. 1920)
- 6 febbraio - Joseph N'Diaye, scrittore senegalese (n. 1922)
- 6 febbraio - James Whitmore, attore statunitense (n. 1921)
- 7 febbraio - Jan Bachleda, sciatore alpino polacco (n. 1951)
- 7 febbraio - Pia Fontana, scrittrice e drammaturga italiana (n. 1949)
- 7 febbraio - Joe Haverty, calciatore irlandese (n. 1936)
- 7 febbraio - Jack Cover, fisico e inventore statunitense (n. 1920)
- 7 febbraio - Jorge Reyes, musicista messicano (n. 1952)
- 8 febbraio - Humberto Fernandes, calciatore portoghese (n. 1940)
- 8 febbraio - Luciano Inga Pin, gallerista, critico d'arte e editore italiano (n. 1927)
- 8 febbraio - Giorgio Melchiori, critico letterario, traduttore e saggista italiano (n. 1920)
- 9 febbraio - Robert Anderson, sceneggiatore, scrittore e produttore teatrale statunitense (n. 1917)
- 9 febbraio - Eluana Englaro, italiana (n. 1970)
- 9 febbraio - Orlando Cachaíto López, contrabbassista cubano (n. 1933)
- 10 febbraio - Lucille Davidson, cestista e tennista statunitense (n. 1924)
- 10 febbraio - Salvatore Lanzafame, cestista e pallanuotista italiano (n. 1933)
- 10 febbraio - Jeremy Lusk, pilota motociclistico statunitense (n. 1984)
- 11 febbraio - Shyamala Gopalan, scienziata e oncologa indiana (n. 1938)
- 11 febbraio - Willem Johan Kolff, medico olandese (n. 1911)
- 11 febbraio - Corrado Ruggiero, scrittore italiano (n. 1935)
- 12 febbraio - Giacomo Bulgarelli, calciatore italiano (n. 1940)
- 12 febbraio - Alison Des Forges, storica e attivista statunitense (n. 1942)
- 12 febbraio - Nicola Filacuridi, tenore italiano (n. 1920)
- 12 febbraio - Lis Hartel, cavallerizza danese (n. 1921)
- 12 febbraio - Hugh Leonard, drammaturgo, sceneggiatore e saggista irlandese (n. 1926)
- 13 febbraio - Emilio Bigi, critico letterario, storico della letteratura e italianista italiano (n. 1916)
- 13 febbraio - Gianna Maria Canale, attrice italiana (n. 1927)
- 13 febbraio - Jean Laroyenne, schermidore francese (n. 1930)
- 13 febbraio - Dilys Laye, attrice britannica (n. 1934)
- 14 febbraio - Louie Bellson, batterista statunitense (n. 1924)
- 14 febbraio - Cor Braasem, pallanuotista e allenatore di pallanuoto olandese (n. 1923)
- 14 febbraio - Crisanto Valdés, calciatore e allenatore di calcio spagnolo (n. 1947)
- 14 febbraio - Ciro Sebastianelli, cantautore italiano (n. 1950)
- 15 febbraio - Joe Cuba, musicista statunitense (n. 1931)
- 15 febbraio - Dirk Dautzenberg, attore tedesco (n. 1921)
- 15 febbraio - Luigi Podda, scrittore italiano (n. 1924)
- 15 febbraio - Pablo Domínguez Prieto, presbitero, filosofo e teologo spagnolo (n. 1966)
- 15 febbraio - Tej Singh Prabhakar Bahadur, principe indiano (n. 1911)
- 15 febbraio - Xiang Kun, attore cinese (n. 1915)
- 16 febbraio - Stephen Kim Sou-hwan, cardinale e arcivescovo cattolico sudcoreano (n. 1922)
- 17 febbraio - Edhi Handoko, scacchista indonesiano (n. 1960)
- 18 febbraio - John Kanzius, ingegnere statunitense (n. 1944)
- 18 febbraio - Luigi Nobile, calciatore italiano (n. 1921)
- 18 febbraio - Tayeb Salih, scrittore sudanese (n. 1928)
- 18 febbraio - Kamila Skolimowska, martellista polacca (n. 1982)
- 18 febbraio - Miika Tenkula, chitarrista e cantante finlandese (n. 1974)
- 19 febbraio - Kelly Groucutt, bassista britannico (n. 1945)
- 19 febbraio - Berndt Lindfors, ginnasta finlandese (n. 1932)
- 19 febbraio - Oreste Lionello, attore, cabarettista e doppiatore italiano (n. 1927)
- 19 febbraio - Jaroslava Mirovická, pallavolista e cestista cecoslovacca (n. 1925)
- 20 febbraio - Marcella Althaus-Reid, teologa argentina (n. 1952)
- 20 febbraio - Pierre Barbotin, ciclista su strada francese (n. 1926)
- 20 febbraio - Nancy Beaton Loudon, ginecologa britannica (n. 1926)
- 20 febbraio - Christopher Nolan, scrittore e poeta irlandese (n. 1965)
- 20 febbraio - Agostino Viviani, avvocato, politico e giurista italiano (n. 1911)
- 21 febbraio - Anton Bíly, calciatore cecoslovacco (n. 1931)
- 21 febbraio - Andrea Cambi, comico e attore italiano (n. 1962)
- 21 febbraio - Michel Clouscard, filosofo, sociologo e antropologo francese (n. 1928)
- 21 febbraio - François De Pauw, cestista belga (n. 1926)
- 21 febbraio - Diego Fanin, calciatore italiano (n. 1925)
- 21 febbraio - Nico Garrone, critico teatrale, drammaturgo e sceneggiatore italiano (n. 1940)
- 21 febbraio - Fabio Perinei, politico italiano (n. 1945)
- 21 febbraio - Il'ja Pjateckij-Šapiro, matematico israeliano (n. 1929)
- 22 febbraio - Candido Cannavò, giornalista e mezzofondista italiano (n. 1930)
- 22 febbraio - Paul Joseph Phạm Đình Tụng, cardinale e arcivescovo cattolico vietnamita (n. 1919)
- 22 febbraio - Michele Scorrano, calciatore italiano (n. 1952)
- 22 febbraio - Mansueto Viezzer, compositore italiano (n. 1925)
- 22 febbraio - Howard Zieff, regista e fotografo statunitense (n. 1927)
- 23 febbraio - Sverre Fehn, architetto norvegese (n. 1924)
- 23 febbraio - Pierino Fornaciari, partigiano italiano (n. 1918)
- 23 febbraio - August Kiuru, fondista finlandese (n. 1922)
- 23 febbraio - Gianluigi Marrone, giurista italiano (n. 1946)
- 23 febbraio - Amato Novelli, patologo e poeta italiano (n. 1922)
- 23 febbraio - Al Roges, cestista statunitense (n. 1930)
- 23 febbraio - Franz Wunsch, militare austriaco (n. 1922)
- 24 febbraio - Marcella De Marchis, scenografa e costumista italiana (n. 1916)
- 24 febbraio - Max Théret, imprenditore e attivista francese (n. 1913)
- 25 febbraio - Ian Carr, trombettista e compositore scozzese (n. 1933)
- 25 febbraio - Philip José Farmer, scrittore e autore di fantascienza statunitense (n. 1918)
- 25 febbraio - Bill Holm, scrittore, poeta e docente statunitense (n. 1943)
- 25 febbraio - Niall O'Brien, attore irlandese (n. 1946)
- 25 febbraio - Deb Smith, cestista e allenatore di pallacanestro statunitense (n. 1920)
- 26 febbraio - Ruth Drexel, attrice tedesca (n. 1930)
- 26 febbraio - Red Kerr, cestista e allenatore di pallacanestro statunitense (n. 1932)
- 26 febbraio - Henri Moulins, sollevatore francese (n. 1923)
- 26 febbraio - Wendy Richard, attrice britannica (n. 1943)
- 26 febbraio - Norm Van Lier, cestista e allenatore di pallacanestro statunitense (n. 1947)
- 27 febbraio - John Alvin, attore statunitense (n. 1917)
- 27 febbraio - Donato Michele Fragassi, politico italiano (n. 1927)
- 27 febbraio - Elinor Goldschmied, educatrice e pedagogista britannica (n. 1910)
- 27 febbraio - Franco La Polla, storico del cinema e critico cinematografico italiano (n. 1943)
- 27 febbraio - Manea Mănescu, politico rumeno (n. 1916)
- 27 febbraio - Alastair McCorquodale, velocista e crickettista britannico (n. 1925)
- 27 febbraio - Johnny Payak, cestista e arbitro di pallacanestro statunitense (n. 1926)
- 28 febbraio - Paul Harvey, conduttore radiofonico statunitense (n. 1918)
- 28 febbraio - Corrado Mangione, logico, storico della filosofia e curatore editoriale italiano (n. 1930)
- 28 febbraio - Miguel Serrano, esoterista, scrittore e diplomatico cileno (n. 1917)